# Leonia Franciszka Aviat
Leonia Franciszka Aviat, Francisca Salesia Aviat (ur. 16 września 1844 w Sézanne, zm. 10 stycznia 1914 w Perugii) – francuska zakonnica, założycielka Zgromadzenia Sióstr Oblatek św. Franciszka Salezego, święta Kościoła katolickiego.
Wstąpiła do zakonu w dniu 11 kwietnia 1866 roku. Została wygnana z Francji 11 kwietnia 1904 z powodu prześladowań religijnych.
Założyła Zgromadzenia Sióstr Oblatek św. Franciszka Salezego, które została zatwierdzone przez papieża Piusa X w 1911. Zmarła 10 stycznia 1914 roku w opinii świętości.
Została beatyfikowana przez papieża Jana Pawła II w dniu 27 września 1992 roku, a kanonizowana również przez papieża Jana Pawła II w dniu 25 listopada 2001 roku.